# Родерик Блекни
Родерик Бъртранд Блекни (на английски: Roderick Bertrand Blakney) е американски баскетболист, който има и българско гражданство.
Роден е на 6 август 1976 година в Хартсвил, Южна Каролина. От 1994 година играе в университетски отболи, а от 1998 година – в професионални клубове, главно в Европа. През 2007 година получава българско гражданство, за да участва в Европейското първенство с българския национален отбор.